# Makino Eiichi

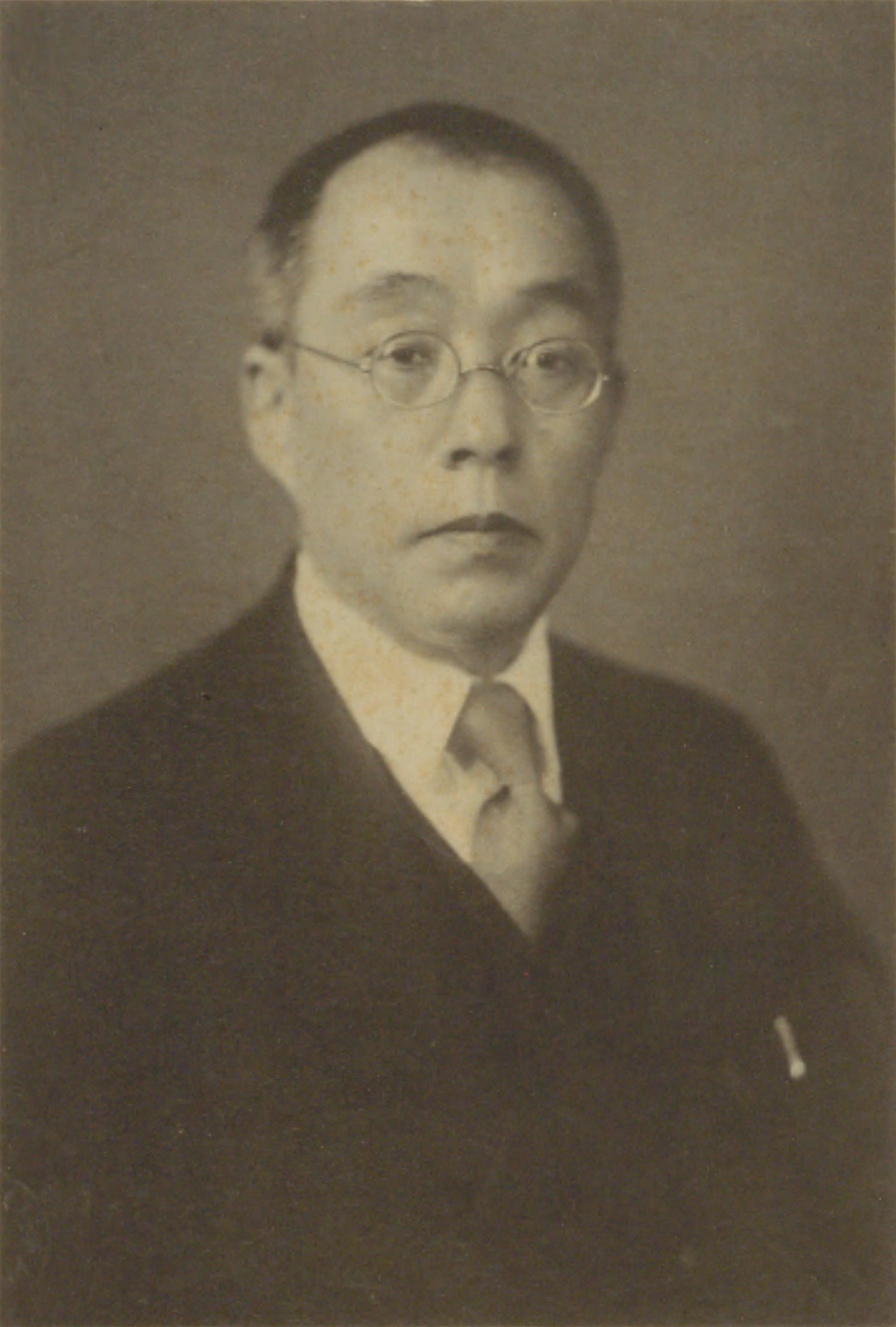
Makino Eiichi

Makino Eiichi (japanisch 牧野 英一; geboren 20. März 1878 in Takayama (Präfektur Gifu); gestorben 18. April 1970 in der Präfektur Kanagawa) war ein japanischer Strafrechtler.

## Leben und Wirken
Makino Eiichi machte 1903 seinen Abschluss an der Juristischen Fakultät der Universität Tōkyō. Ab 1906 leitete er Strafrechtskurse an der Universität. Von 1910 bis 1913 bildete er sich in Europa weiter, u. a. unter bei Franz von Liszt in Berlin, der ihn stark beeinflusste,  und in Italien bei Enrico Ferri. Nach seiner Rückkehr wurde er Professor an seiner Alma Mater.
Er setzte sich für eine Modernisierung des Strafrechts ein und betonte die Wichtigkeit, Rehabilitation zu betonen, statt Vergeltung. Er arbeitete in vielen Kommissionen zur Modernisierung des Strafrechts mit und war langjähriger Herausgeber der Vierteljahreszeitschrift „Kriminalgesetzgebung und Kriminallehre“ (期間刑政, Kikan keisei).
Nach seinem Ausscheiden aus der Universität Tōkyō als „Meiyo Kyōju“ im Jahr 1938 setzte er seine Forschungsaktivitäten fort und veröffentlichte zahlreiche Bücher. Neben dem 1916 publizierten Werk „Das japanische Strafrecht“ (日本刑法; Nihon keihō) sind vor allem die „Studien zum Strafrecht“ (刑法研究, Keihō kenkyū), 20 Bände (1919 bis 1967) zu nennen.
1951 wurde Makino als Person mit besonderen kulturellen Verdiensten geehrt, nachdem er bereits 1950 wurde er mit dem Kulturorden ausgezeichnet worden war.
Nachfolger auf seinem Lehrstuhl wurde 1938 sein Schüler Ono Seiichirō.